# Robert Hübner
Robert Hübner (ur. 6 listopada 1948 w Kolonii, zm. 5 stycznia 2025 tamże) – niemiecki szachista, arcymistrz od 1970 roku.

## Kariera szachowa

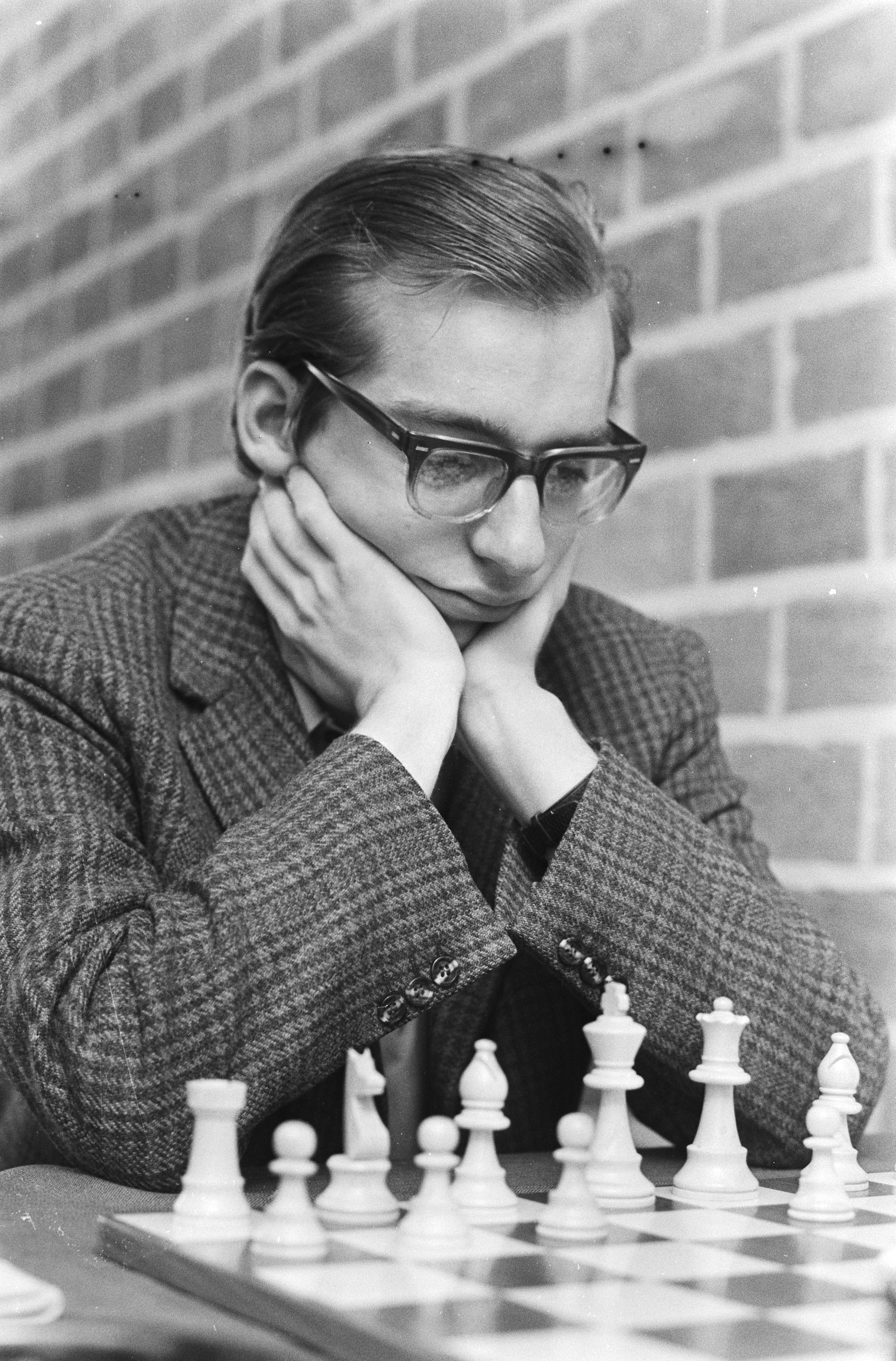
Robert Hübner, Wijk aan Zee 1971

Reprezentował barwy Niemiec na szachowych olimpiadach w latach 1968, 1972, 1978, 1982, 1984, 1990, 1992, 1994, 1996, 1998 i 2000, dwukrotnie (w latach 1972 i 1990) zdobywając złote medale za wyniki indywidualne. Jego łączny dorobek punktowy wynosi 80½ pkt (w 122 partiach).
Na arenie międzynarodowej pierwszy sukces odniósł w roku 1969, dzieląc II–III miejsce na turnieju strefowym w Atenach, co dało mu awans do turnieju międzystrefowego w Palma de Mallorca w roku 1970. Tu uzyskał duży sukces, zajmując miejsce II-IV, dzięki czemu wywalczył awans do meczów pretendentów. W ćwierćfinałowym meczu z Tigranem Petrosjanem (Sewilla 1970) poddał mecz przed zakończeniem (przy wyniku 4 – 3 dla Petrosjana), tłumacząc swoją decyzję nieodpowiednimi warunkami do gry (zbyt duży hałas dochodzący z zewnątrz sali). W kolejnych dwóch turniejach międzystrefowych (Leningrad 1973 i Biel 1976) nie zdołał wywalczyć awansu do grona pretendentów, zajmując odpowiednio V i VII miejsce.
Lata 1979–1980 okazały się najlepszymi w jego szachowej karierze. Najpierw samodzielnie zwyciężył w turnieju strefowym w Lucernie, następnie zajął III miejsce w turnieju międzystrefowym w Rio de Janeiro (1979), co dało mu bezpośredni awans do ósemki pretendentów. W ćwierćfinale pokonał 5½ – 4½ Andrása Adorjána (Bad Lauterberg 1980), w półfinale odniósł zwycięstwo 6½ – 4½ nad Lajosem Portischem (Abano Terme 1980), by w finale tego cyklu (Merano 1980) spotkać się z Wiktorem Korcznojem. Przy stanie 4½ – 3½ dla Korcznoja, niespodziewanie zrezygnował z dalszej gry, tłumacząc to zbyt wielkim szumem medialnym, wywołanym przez dziennikarzy zachodnioniemieckich, kreujących go na przyszłego mistrza świata.
W kolejnym cyklu rozgrywek wystąpił w meczach pretendentów, otrzymując miejsce w ósemce jako finalista poprzedniej edycji. Odpadł jednak już w I rundzie, pechowo (bo w wyniku losowania) przegrywając w Velden (1983) zakończony remisem (7 -7) mecz z Wasilijem Smysłowem.
W późniejszych latach wyraźnie ograniczył starty w turniejach międzynarodowych, poświęcając się pracy naukowej. Jest uznanym papirologiem (w roku 1976 uzyskał tytuł doktora na Uniwersytecie w Kolonii). Wciąż jednak należał do szerokiej światowej czołówki, co potwierdził w roku 1985 w Tilburgu, dzieląc I miejsce wraz z Anthony Milesem i Wiktorem Korcznojem.
W roku 1990 zanotował kolejny duży sukces, zajmując w turnieju międzystrefowym w Manili VII miejsce, tym samym awansując po raz czwarty w swojej karierze do meczów pretendentów. W I rundzie spotkał się w Sarajewie w roku 1991 z Janem Timmanem, któremu jednak uległ 2½ – 4½ i nie awansował do kolejnej rundy.
Dwukrotnie (w latach 1995 i 1996) wystąpił w Polsce na rozgrywanych w Polanicy-Zdroju memoriałach Akiby Rubinsteina, zajmując za każdym razem IV miejsce z tym samym wynikiem punktowym (6 pkt z 11 partii).
Najwyższy szachowy w karierze osiągnął 1 lipca 1981 r., z wynikiem 2640 punktów zajmował wówczas 3. miejsce (za Anatolijem Karpowem i Wiktorem Korcznojem) na światowej liście FIDE.

## Śmierć
Zmarł 5 stycznia 2025 w szpitalu w Kolonii. Przez dwa ostatnie latach życia cierpiał na raka żołądka.